# DM i håndbold 1943-44 (kvinder)
Danmarksmesterskabet i håndbold for kvinder 1943-44 var det 9. DM i håndbold for kvindehold og mesterskabet blev afgjort som en turnering mellem de fem vindere af unionsmesterskaberne. Deltagerne var:
| Fra København:       | Kvindelig IF (KI) |
| Fra Sjælland:        | Roskilde H.33     |
| Fra Fyn:             | Svendborg HK      |
| Fra Jylland:         | Aarhus HK         |
| Fra Lolland-Falster: | Nakskov HK        |

Mesterskabet blev vundet af Kvindelig Idrætsforening, som dermed forsvarede DM-titlen fra året før og vandt sit fjerde DM-guld.

## Resultater
| 1. runde - 27.2.1944 i Nakskov      | 1. runde - 27.2.1944 i Nakskov |
| ----------------------------------- | ------------------------------ |
| Roskilde H.33 - Nakskov HK          | 5-5                            |
| Nakskov HK videre efter lodtrækning |                                |
| 2. runde - 5.3.1944 i København     |                                |
| KI - Nakskov HK                     | 9-1                            |
| Finalerunde - 11.3.1944 i Odense    |                                |
| KI - Aarhus HK                      | 8-1                            |
| KI - Svendborg HK                   | 7-3                            |